# Алевтина (співачка)
Алевтина Геннадіївна Леонтьєва (нар. 2 березня 1977, Новосибірськ, Російська РФСР) — російська співачка, колишня учасниця гурту «Мельница», зараз виступає сольно з власним колективом, вела передачу «Школа споживача» на телеканалі «Столиця», працює диктором на радіо і телебаченні.

## Життєпис
Алевтина Леонтьєва — співачка з досвідом роботи на сцені і в студіях. У Москві в 2000 році здобула освіту: естрадно-джазовий вокал, клас педагога Олександра Полякова. У шість років заявила, що стане співачкою. Крім цього стала танцівницею (13 років у народному колективі), філологом, психологом, диктором, радіо- і телеведучою.
- 1992 — запис збірки «Сибірський Екстаз», що вийшов в Каліфорнії: початок серйозної співочої діяльності. Алевтині було тоді 15 років).
- 1993 — запис альбому з рок-групою «Культурний Бункер», що вийшов в Каліфорнії.
- 1996 — гран-прі конкурсу «Містер Шлягер».
- 1997 — по теперішній час — професійний рекламний диктор.[2]
- 2004 — запис арт-рокового альбому «Еходелія».
- 2005 — фіналістка відбіркового туру «Євробачення», Київ.[3]
- 2005—2007 — робота у групі «Мельница».
- 2006 — запис альбому «Зов крови», група «Мельница».
- 2007 — фіналістка російського відбіркового туру «Слов'янський базар».
- 2008 — по теперішній час — самостійна співачка в жанрі «фолк-рок».
- 2009 — (квітень) вийшов дебютний альбом «Танец Перехода».
- 2012 — (липень) презентація кліпу «Танец Перехода», зі Світланою Світличною в головній ролі[4].
- 2013 — альбом «Загорелось облако».
- 2019 — альбом «НеМодная» в рамках камерної програми (тріо)
- 2019 — (листопад) благодійний концерт та презентація альбому «НеМодная»[5]

## Дискографія
- 1992 — група «Культурний Бункер», збірник «Сибірський Екстаз», Каліфорнія.
- 1993 — група «Культурний Бункер», альбом «Воин Калка», Каліфорнія.
- 2004 — група «BastArt», альбом «Эходелия».
- 2006 — група «Мельница», альбом «Зов крови», Navigator Records.
- 2008 — Алевтина, збірник «Фолкнавигация», Navigator Records.
- 2009 — Алевтина, альбом «Танец Перехода», Navigator Records.
- 2013 — Алевтина, альбом «Загорелось облако».
- 2019 — альбом «НеМодная»[6] в рамках камерної програми (тріо), ProLive Records.

## Проєкт «Алевтина»
30 квітня 2008 року в московському клубі Tabula Rasa відбулася презентація синглу і колективу. Цей день вважається днем народження цього проєкту.
З першого дня появи сольного проєкту Алевтина зі своїми музикантами стала брати участь в різних акціях і заходах. Одними з перших таких заходів стали: концерт в Московському будинку національностей на підтримку виставки відомих художників Володимира Распутіна та Ірини Сергєєвої під патронажем Дмитра Рев'якіна і сольні концерти на телеканалах «ТВЦ» і «О2ТВ».
Алевтина періодично бере участь в таких великих фестивалях як «Нашестя», «Повітря», «Дика М'ята» та інших, з'являється на телебаченні і радіо з інтерв'ю і виступами. У період 2013—2017 років, відбувся запланований спад активності в концертної та студійної життя Алевтини, пов'язаний з народженням двох синів.
Незважаючи на зайнятість дітьми, Алевтина зрідка дає концерти в Москві.
У жовтні 2019 року співачка випустила новий альбом «неMODНАЯ» у складі тріо з Юрієм Судаковим (бас-гітаристом, Народним артистом Білоруської РСР) і Олегом Губановим (піаністом, лауреатом міжнародних конкурсів).

### Склад колективу
- Алевтина — вокал
- Артур «Перкус» Єременко — барабани
- Юрій Судаков — бас-гітара
- Дмитро Кушпит — гітара
- Віктор «Доктор» Ліванов — духові інструменти
- Володимир «Saint» Шевченко — перкусія
- Олександр Гречишніков — звукорежисер
- Алекс Герліц — директор співачки